# Якшино (Одинцовский район)
Я́кшино — деревня в Одинцовском районе Московской области России, входит в городское поселение Кубинка.

## История
Якшино впервые упоминается в писцовой книге 1558 года как собственность Зиновия Дмитриевича Белеутова. Его отец Дмитрий и дед Александр (Алехно) Федосьевич Белеутовы издавна служили звенигородским князьям.
Во времена царствования Екатерины II сельцом Якшино владели Василий Иванович Рыкачев и Пётр Алексеевич Тылков. В 12 дворах проживали 32 души мужского и 26 женского пола.
В 1852 году село находилось в собственности бригадирши Екатерины Павловны Крюковой, здесь было 10 дворов, где числились 43 мужчины и 45 женщин. По переписи 1926 года в деревне имелось 19 хозяйств и 95 жителей (41 мужчина и 54 женщины). В 1989 году на 6 хозяйств деревни приходилось всего 4 человека постоянного населения, а в 2006 — 2.

## Население
| 1852 | 1926 | 1989 | 2002 | 2006 | 2010 |
| ---- | ---- | ---- | ---- | ---- | ---- |
| 88   | ↗95  | ↘4   | ↘2   | →2   | ↗13  |